# 워터하우스습지쥐
워터하우스습지쥐(Scapteromys tumidus)는 비단털쥐과에 속하는 남아메리카의 반수생 설치류이다. 브라질 남부와 우루과이, 아르헨티나 북부에서 발견되며, 민물과 염분 습지, 팜파스의 앞이 트인 초원에서 서식한다. 핵형은 2n=24로 근연종 아르헨티나습지쥐 2n=32 보다 작다.